# ناحیه ۳، شهرستان بنتون، آرکانزاس
ناحیه ۳، شهرستان بنتون، آرکانزاس (به انگلیسی: Township 3) یک منطقهٔ مسکونی در ایالات متحده آمریکا است که در شهرستان بنتون، آرکانزاس واقع شده‌است. ناحیه ۳ ۲۰٬۰۳۷ نفر جمعیت دارد.